# Riko Ueki
Riko Ueki (植木 理子, Ueki Riko, Kanagawa, 30 juli 1999) is een Japans voetbalster die als aanvaller speelt bij Nippon TV Beleza.

## Clubcarrière
Ueki begon haar carrière in 2016 bij Nippon TV Beleza. Met deze club werd zij in 2016, 2017, 2018 en 2019 kampioen van Japan.

## Interlandcarrière
Ueki nam met het Japans nationale elftal O17 deel aan het WK onder 17 in 2016. Japan behaalde zilver op het wereldkampioenschap. Ueki nam met het Japans nationale elftal O20 deel aan het WK onder 20 in 2018. Japan behaalde goud op het wereldkampioenschap.
Ueki maakte op 4 april 2019 haar debuut in het Japans vrouwenvoetbalelftal tijdens een vriendschappelijke wedstrijd tegen Frankrijk. Ze heeft 3 interlands voor het Japanse elftal gespeeld.

## Statistieken
| Japans vrouwenvoetbalelftal | Japans vrouwenvoetbalelftal | Japans vrouwenvoetbalelftal |
| Jaar                        | Wed.                        | Dlp.                        |
| --------------------------- | --------------------------- | --------------------------- |
| 2019                        | 3                           | 0                           |
| Totaal                      | 3                           | 0                           |